# Blessy
Blessy ist eine französische Gemeinde mit 904 Einwohnern (Stand: 1. Januar 2022) im Département Pas-de-Calais in der Region Hauts-de-France. Sie gehört zum Arrondissement Béthune und zum Kanton Aire-sur-la-Lys. 

## Geographie
Die Gemeinde Blessy liegt im Nordosten des Artois am Westrand des Nordfranzösischen Kohlereviers, etwa 23 Kilometer westnordwestlich von Béthune. Umgeben wird Blessy von den Nachbargemeinden Mametz im Nordwesten und Norden, Aire-sur-la-Lys im Nordosten, Witternesse im Osten und Südosten, Liettres im Süden, Estrée-Blanche im Süden und Südwesten sowie Enquin-lez-Guinegatte im Südwesten und Westen. Durch die Gemeinde führt die Autoroute A26.

## Bevölkerungsentwicklung
| Jahr                       | 1962 | 1968 | 1975 | 1982 | 1990 | 1999 | 2006 | 2013 | 2022 |
| Einwohner                  | 650  | 600  | 583  | 586  | 661  | 631  | 780  | 861  | 904  |
| Quellen: Cassini und INSEE |      |      |      |      |      |      |      |      |      |

## Sehenswürdigkeiten
- Kirche Saint-Omer aus dem 15. Jahrhundert
- zwei Kapellen
- Reste der Burg Bressel
- Steinbruch

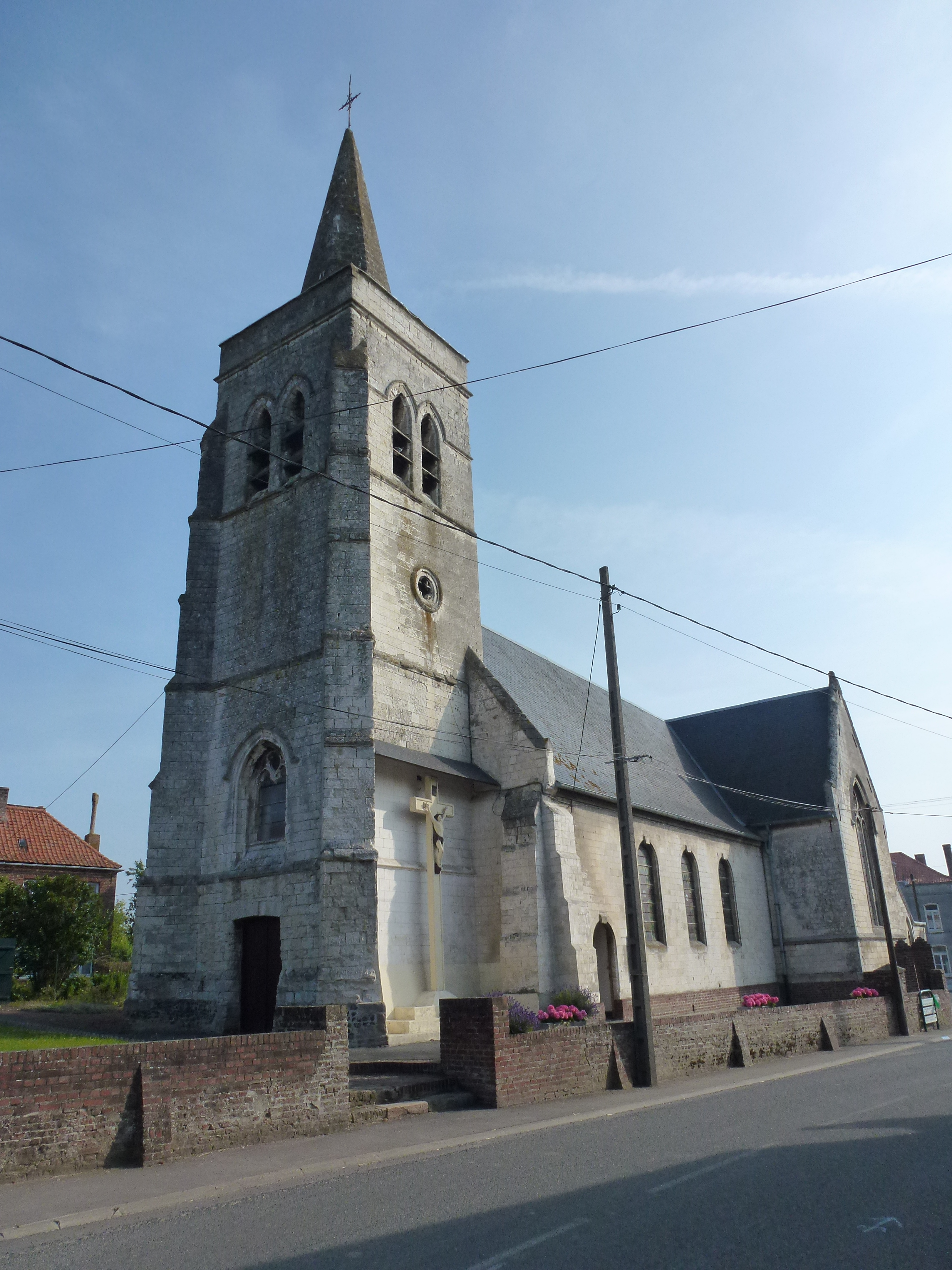
Kirche Saint-Omer
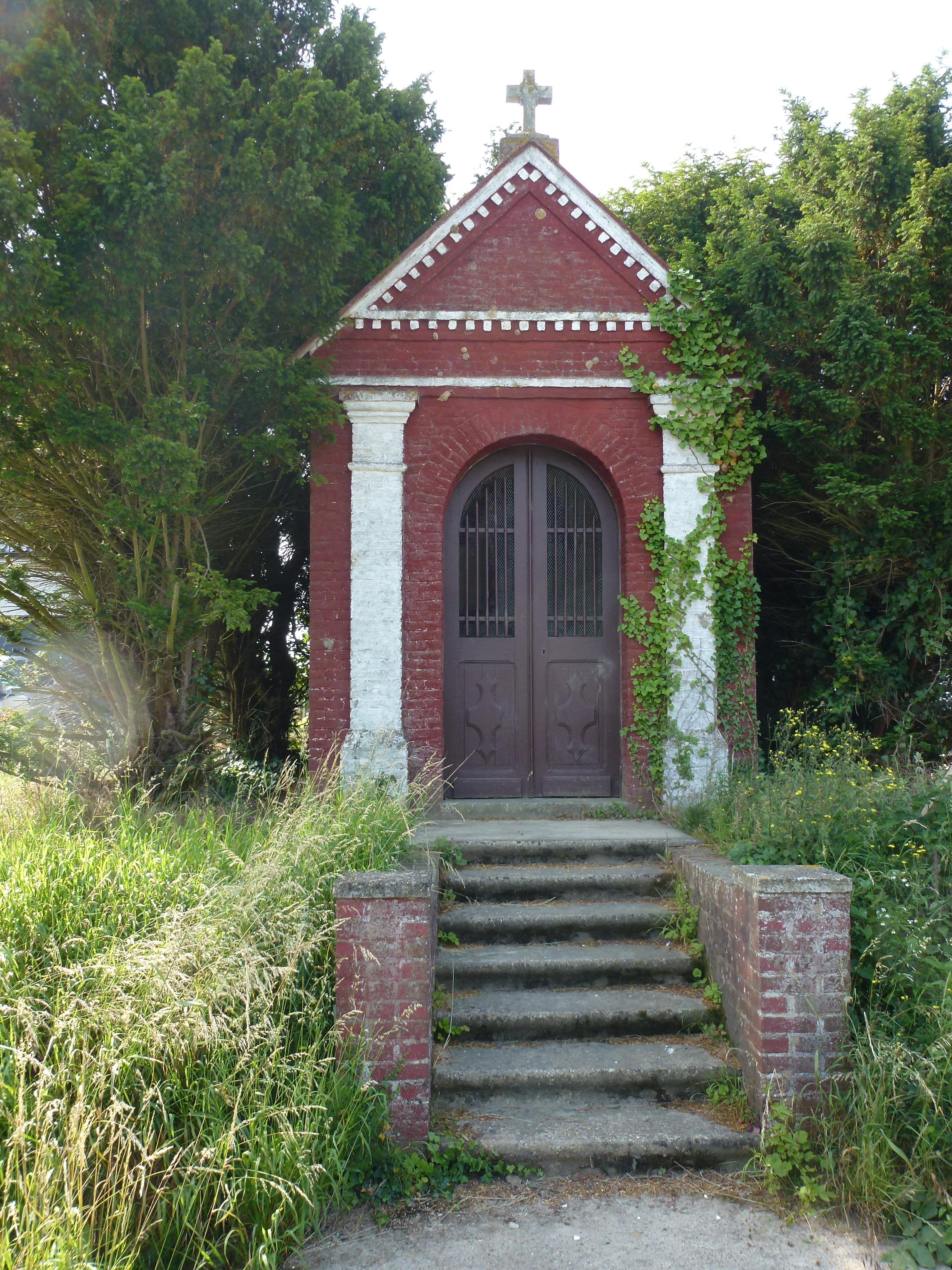
Kapelle Notre-Dame-des-Sept-Douleurs
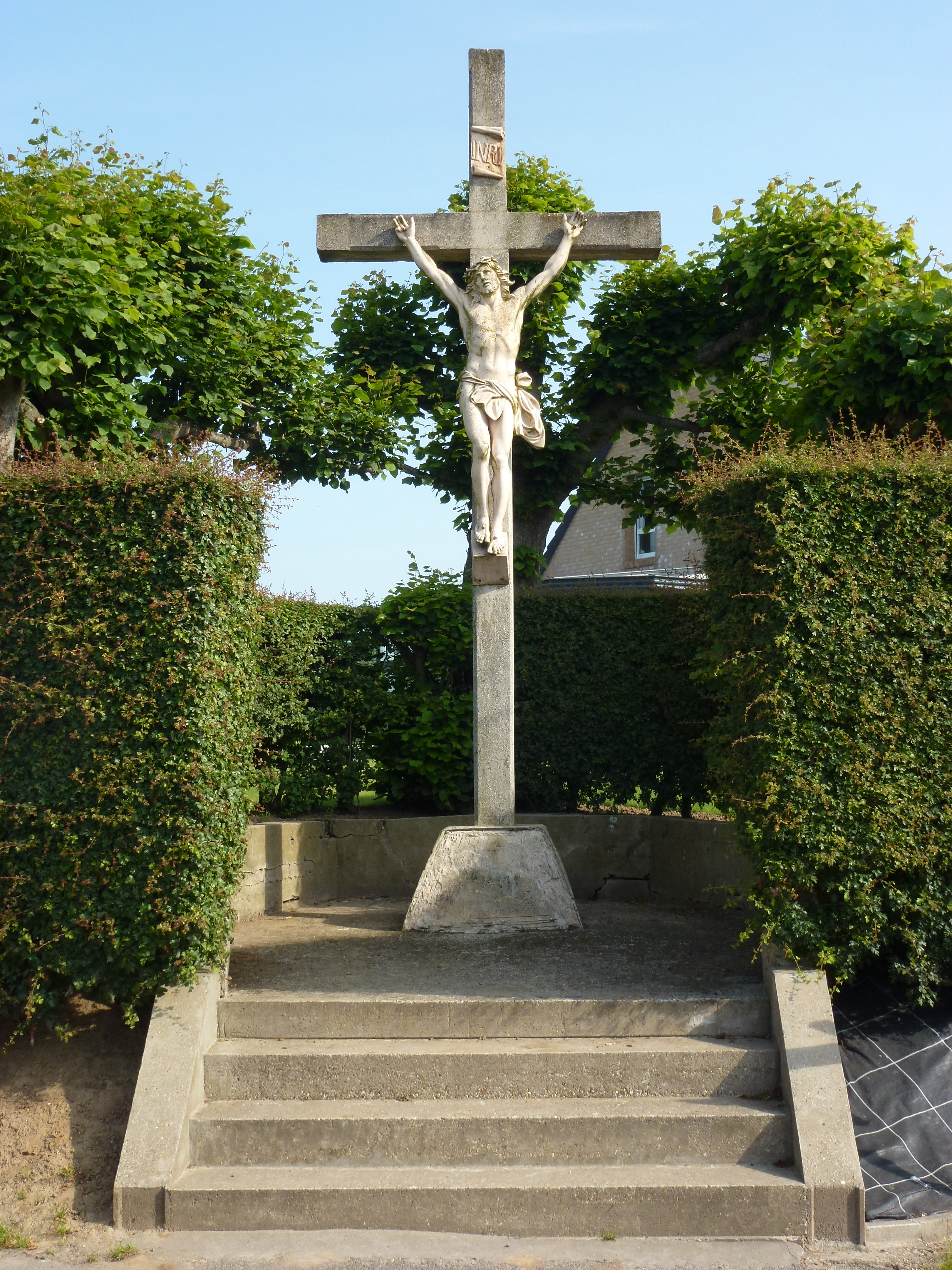
Wegkreuz im Ortsteil Ham
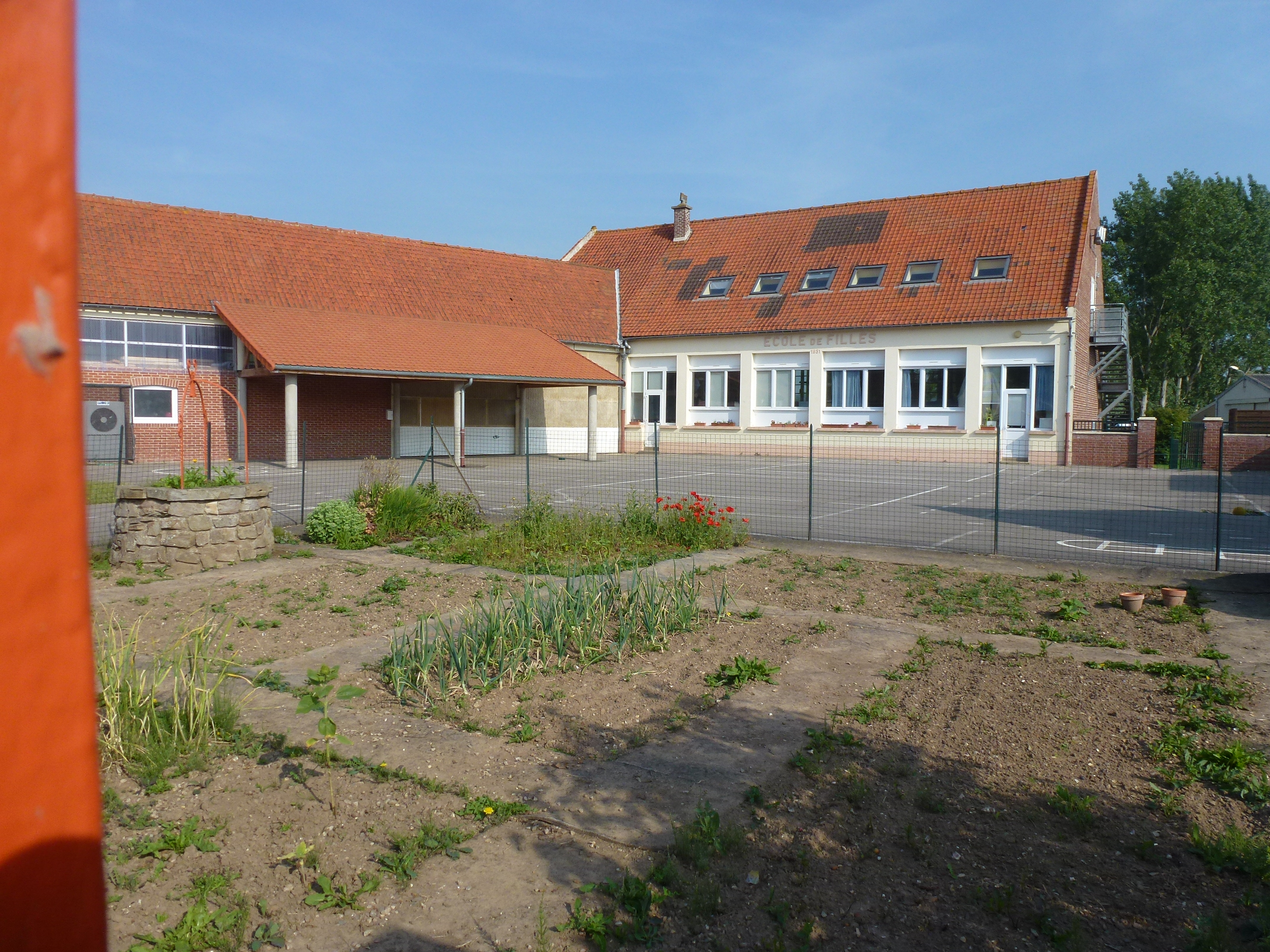
Schule
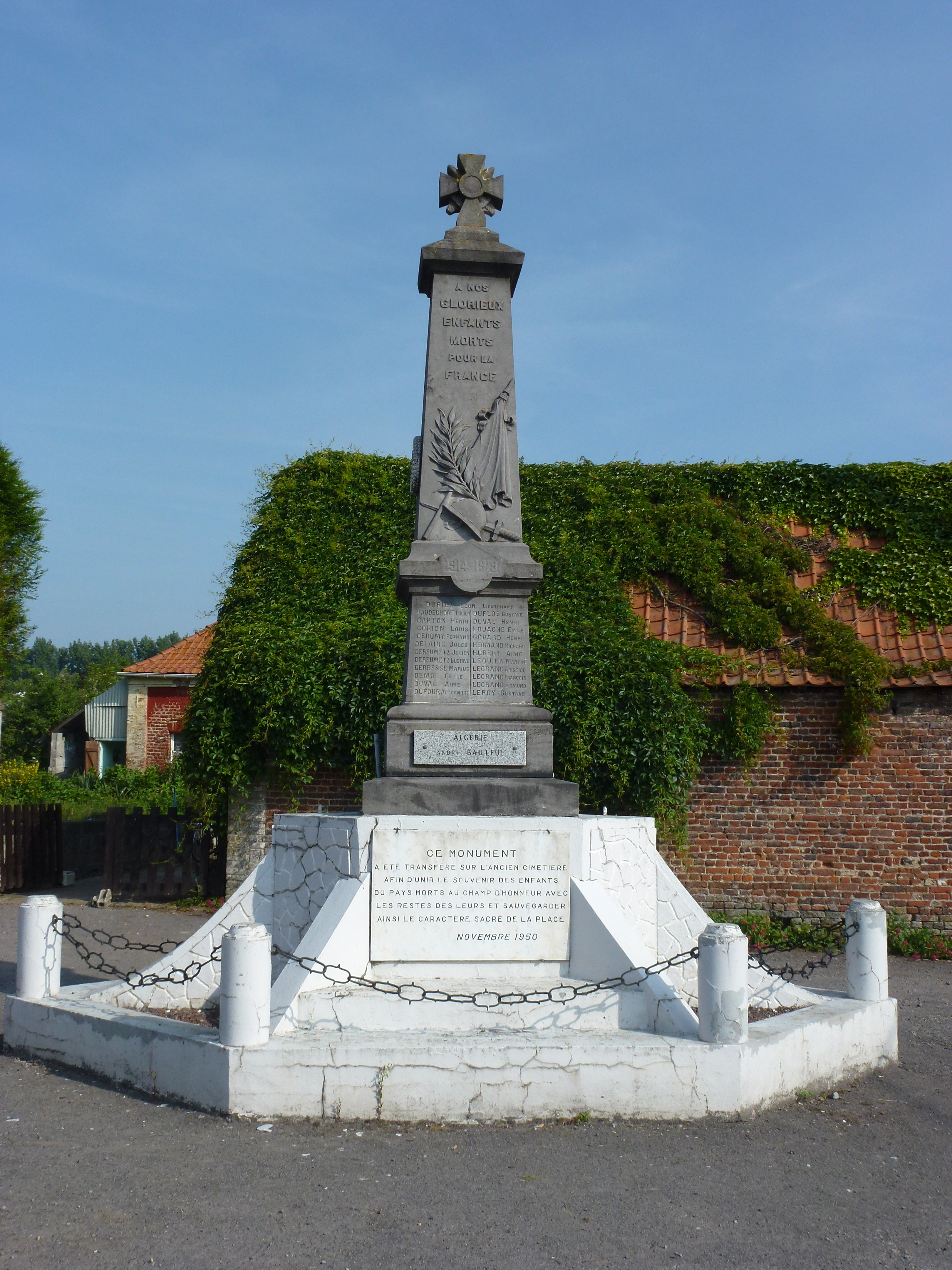
Gefallenendenkmal